# Herbert Walzl

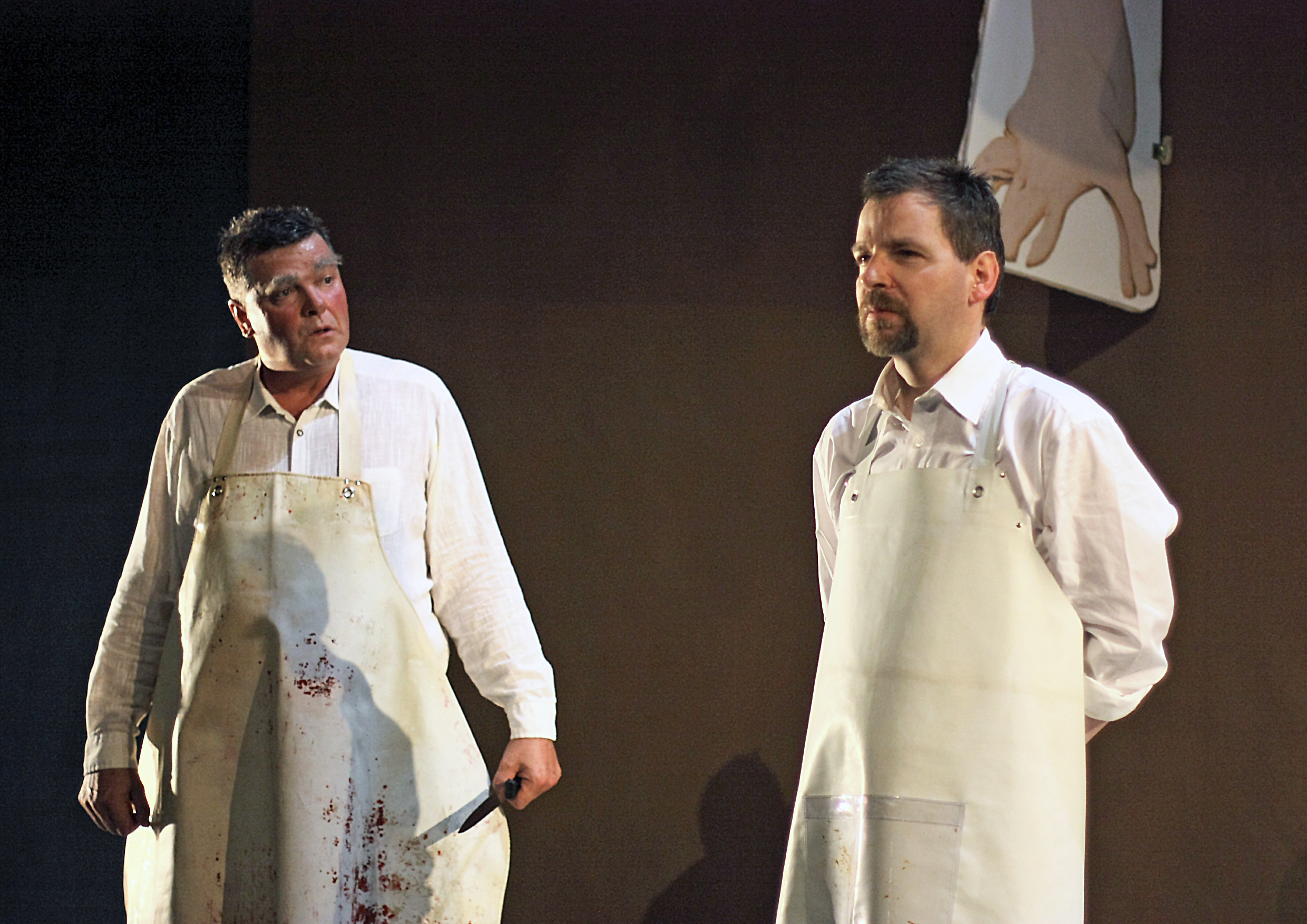
Herbert Walzl (links), Theater im Hof Enns 2009

Herbert Walzl (* 12. November 1958 in Gaishorn in der Steiermark; † 10. September 2022 in Steyr) war ein österreichischer Schauspieler, Regisseur und Bühnenautor im Bereich Theater.

## Leben als Schauspieler
Herbert Walzl übersiedelte als Kind mit seinen Eltern nach Hohensteg an der Aist, in Oberösterreich. Bereits als Jugendlicher spielte er an der Aiserbühne Schwertberg. Dort spielte er Hauptrollen in  Molière- und Goldonikomödien.  Neben einer Ausbildung zum Baufacharbeiter absolvierte Herbert Walzl eine fundierte Schauspielausbildung. Er schloss diese Ausbildung über die Paritätische Prüfungskommission 1994 ab. Seit 1990 arbeitete er bis 2021 als Projektleiter für ein Beschäftigungsprojekt für Langzeitarbeitslose in Steyr.
Herbert Walzl leitete Workshops und Seminare im Bereich Schauspiel, Sprechtechnik und Gruppendynamik. Er war Leiter des Theaters Sellawie in Enns. 2016 gründete er zusammen mit Bernhard Oppl  das „Theater am Fluss“ in Steyr. 2017 erwarb er die gesamte Liegenschaft am Flussufer der Enns. Dort inszenierte Walzl jährlich musikalische Open-Air Sommerproduktionen mit meist selbstverfassten Stoffen in Zusammenarbeit mit dem musikalischen Leiter Wiff LaGrange, der für Komposition und Arrangements verantwortlich zeichnet.  Ein neu geschaffenes Indoor Theater für ca. 100 Personen bietet ganzjährige ein  Kleinkunst-, Musik- und Theaterprogramm.

## Bühnenautor
Als Bühnenautor schrieb Herbert Walzl jedes Buch seiner Bühnenprojekte selbst. Entweder es entstanden völlig neue Texte, wie zum Beispiel 2. Stock, Tür 7 (Komödie), oder er bearbeitete traditionelle Theatertexte neu. 2009 entstand in Zusammenarbeit mit dem Komponisten Wiff Enzenhofer sein erstes Musical Robin Hood. Uraufgeführt im Kellergewölbe des Schlosses Ennsegg in Enns im Zuge einer Produktion des Theaters Sellawie. Walzl war Verfasser von sozialkritischen Jugendstücken wie Aufgeblättert und  Spiel(e). Er adaptierte Märchenklassiker von Hans Christian Andersen (Die kleine Meerjungfrau und Die Schneekönigin). Weitere Stückfassungen sind Dracula (2010), Frankenstein (2011), Die Nibelungensage I - Siegfried (2012) und Die Nibelungensage II - Kriemhilds Rache (2013).

## Auszeichnungen
- 2007 Citta Slow Award der Stadt Enns mit dem Theater Sellawie für seine Neubearbeitung von Dracula.
- 2010 Kulturehrenpreis der Stadt Enns.
- 2004 wurde Walzl von den Oberösterreichischen Nachrichten zu den 1000 Landsleuten gezählt, „die in Oberösterreich etwas bewegen“.[6]

Im Sommer 2023 verkündete der Bürgermeister der Stadt Steyr, dass als Würdigung der besonderen Verdienste Herbert Walzls für die Stadt Steyr der Verbindungssteg zwischen Steinwändweg und Kematmüllerstraße künftig den Namen „Herbert-Walzl-Steg“ tragen wird. Eigentlich hatte der gemeinderätliche Kulturausschuss der Stadt Steyr bereits beschlossen, Herbert Walzl mit dem Ehrenzeichen der Stadt Steyr für besondere Leistungen im kulturellen Bereich zu würdigen, was jedoch wegen seines Ablebens nicht mehr möglich war. Durch die Neubenennung des Stegs würdigt die Stadt Steyr nun posthum Herbert Walzls Verdienste für die Stadt Steyr.